# María Rosa Oliver
María Rosa Oliver (María Rosa Lucía Oliver Romero) nasceu em Buenos Aires, em 10 de setembro de 1898 e faleceu na mesma cidade, em 19 de abril de 1977. Foi uma escritora, ensaísta e ativista argentina.

## Biografia
Aos 10 anos contraiu poliomielite e, como consequência da doença, passou o resto de sua vida em uma cadeira de rodas.  María Rosa Oliver esteve ligada ao comunismo argentino desde a década de 1930 e participou de organizações antifascistas, como a União Argentina de Mulheres (UAM), da qual assumiu a presidência em 1938, e da Junta por la Victoria, movimento social argentino de mulheres contra o fascismo. Além disso, colaborou ativamente com a Comissão Argentina de Ajuda aos Intelectuais Espanhóis - que garantia apoio à pesquisadores espanhóis em universidades argentinas -, na Associação de Intelectuais Artistas, Jornalistas e Escritores (AIAPE) e no Comitê contra o Racismo e Antissemitismo. Também ajudou os exilados da guerra civil espanhola e, em 1958, recebeu o Prêmio Lenin da Paz.

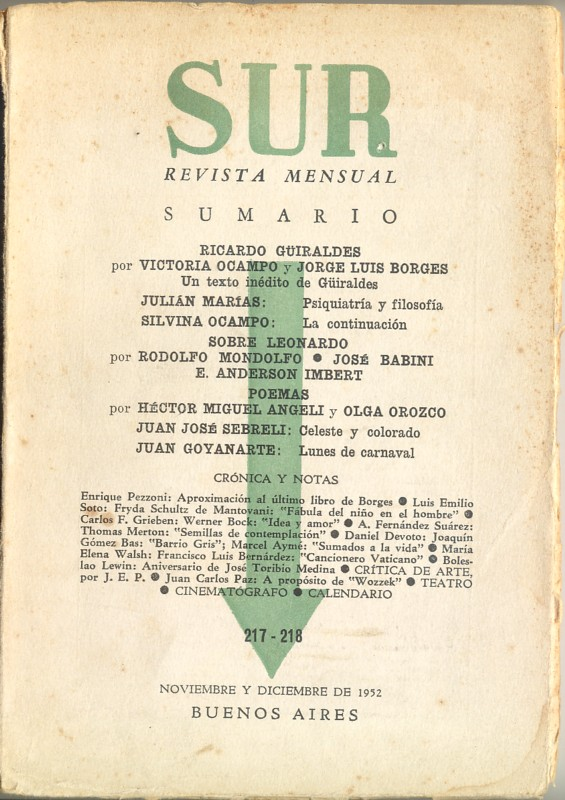
Exemplar da revista Sur, na qual María Rosa Oliver participou como integrante do Conselho de redação

Foi uma das fundadoras de revista SUR, junta a sua amiga íntima Victoria Ocampo, formando parte do Conselho de Redação
Ao longo da vida, manteve contato com Eduardo Mallea, Federico García Lorca, Gabriela Mistral, Miguel Ángel Astúrias, Luis Saslavsky, Alfonso Reis, Pablo Neruda, Pelegrina Pastorino, Vinicius de Moraes e Waldo Frank. Também foi mencionada com admiração várias vezes por Simone de Beauvoir.
Viajou com sua família a Europa em 1921 e aos Estados Unidos em 1942, lutando com a causa aliada contra o nazismo. Trabalhou para o Conselho Mundial da Paz entre 1948 e 1962 e, em Washington, como assessora cultural do Escritório de Coordenação de Assuntos Interamericanos, convidada pela administração do presidente Roosevelt.
Viajou à China e Cuba; era amiga de Che Guevara, com quem manteve correspondência.
Escreveu três volumes de sua autobiografia, cujo último volume, Mi fe es el hombre, concluiu em 1970, antes de falecer.
Morreu de um ataque ao coração aos 78 anos.